# 日産・R383
日産・R383（にっさん・アールさんはちさん）は、日産自動車が1970年日本グランプリ、およびCan-Am参戦用に開発した二座席レーシングカーである。当時の国際自動車連盟（FIA）規定でグループ7にあたる。状況の変化のために実戦には一度も出場しなかったことから「幻のマシン」とも呼ばれる。

## 概要
1969年の日本グランプリをR382で制覇した日産は、グランプリ3連覇とCan-Am参戦を見通し、R38シリーズの総決算となる次期型マシンR383の開発に着手した。
日本グランプリ用はR382と同じGRX-3型V12気筒6.0リットルエンジンを搭載。出力は100馬力向上して700馬力以上となった。Can-Am用はそれにツインターボを装着する計画で、900馬力を予定した。ライバルのトヨタが同時期に開発していたトヨタ・7（5.0リットルターボ）は公称800馬力であった。
R382と外観上最大の相違は、ラジエーターがフロントからサイドへ移動したこと。このためノーズはすっきりスマートになった。空力特性の追求がそれまで以上に重要になっていたからである。
しかし1970年6月8日、日産は「公害・安全問題の解決に注力する」という理由から、この年のグランプリ不参加を表明する。相手を無くしたトヨタもこれに続き、結局この年のグランプリは中止となった。この件に関しては、トヨタ7ターボの優位を知った日産が「勝ち逃げした」とも囁かれた。
グランプリ不参加は決定したものの、Can-Am参戦を目指しR383の開発は続行され、1970年8月には1号車が完成していた。しかし、Can-Am参戦を決定していたトヨタが同月に起こした死亡事故で参戦を断念し、日産もこれに次ぐことになる。
1970年9月21日、正式にR383の開発は中止された。日産のプロトタイプマシンがサーキットに戻ってくるのは、10年以上後の1983年に登場するスカイラインターボCまで待たなければならない。また、完全な日産の自社製プロトタイプとなると、1991年の日産・R91CPとなる。
1984年に登場したグループCカー、ルマン・LM04Cのハセミモータースポーツ車「スカイラインターボCトミカ」は青と白のラインで登場しており、製作に際して本車の塗装を参考にしたといわれている。

## 一般公開

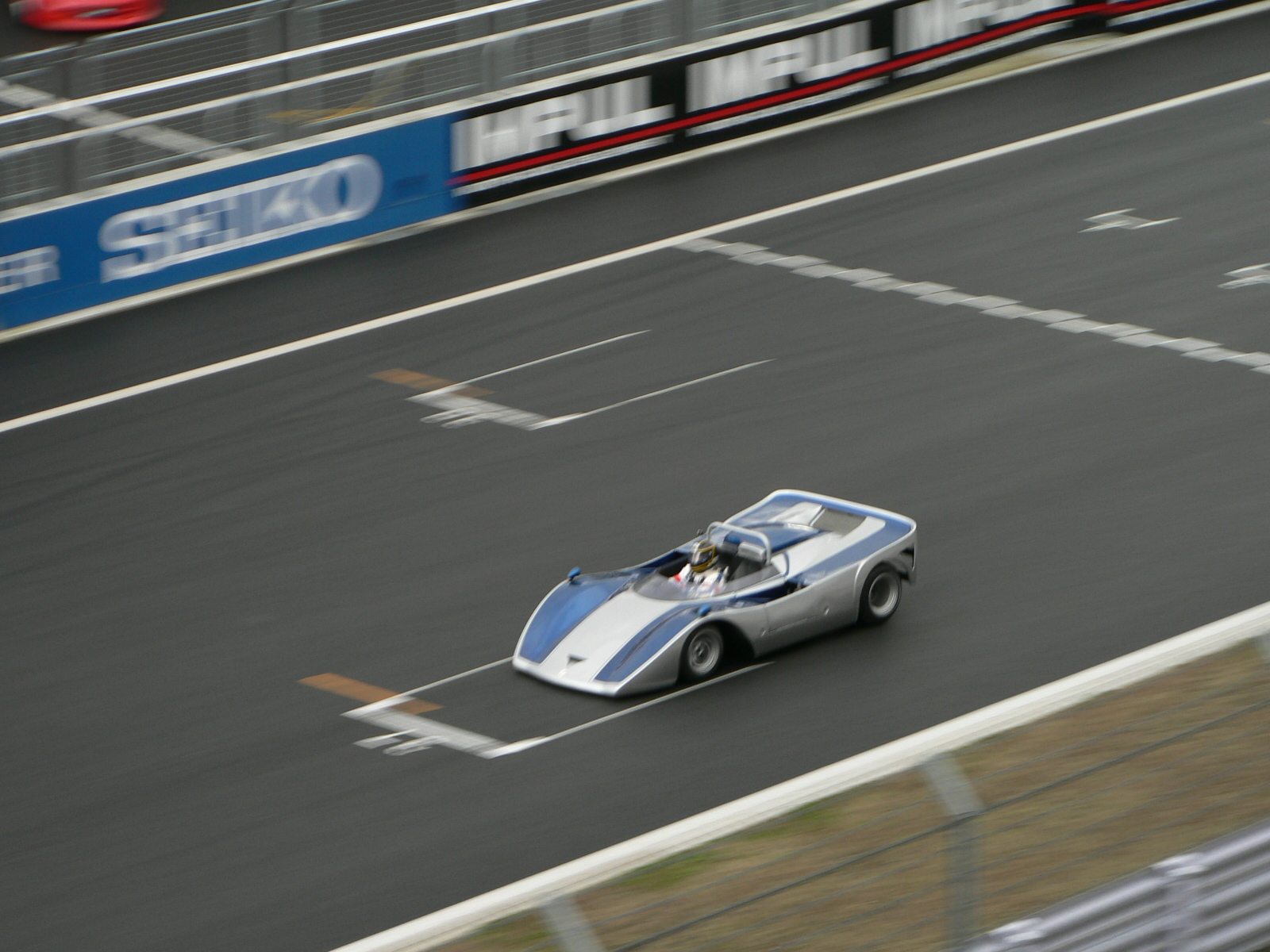
2006年のニスモフェスティバルで走行するR383

R383は1度も走行することなくお蔵入りしたが、6年後の1976年になって報道陣に公開され、翌年の第22回東京モーターショーでも参考出品の形で一般公開された。
開発から36年後の2006年12月3日、富士スピードウェイで開催されたニスモフェスティバルにおいて、レストアされたR383が初めてサーキットを走行した。

## スペック
- 全長 4,115mm
- 全幅 2,030mm
- 全高 1,088mm
- ホイールベース 2,400mm
- トレッド（前/後) 1,280/1,260mm
- 車両重量 740kg
- エンジン GRX-3(V12・DOHC・4バルブ)　5,954cc（Can-Am仕様はツインターボ）
- 最高出力 515kW (700ps) 以上
  - ツインターボは900PS
- 最大トルク 647N・m (66.0kgm) 以上
  - ツインターボは90.0Kgm
- サスペンション（前/後) ダブルウィッシュボーン
- ギアボックス ヒューランド製5速MT
- ブレーキ アウトボードディスク
- タイヤ 18インチ/20インチ